# TheRealDeal
TheRealDeal fue un sitio de la internet oscura y parte de la industria de armas cibernéticas que según informes vendía código de computadora y vulnerabilidades de día cero.
Sus creadores afirmaron en una entrevista con DeepDotWeb que el sitio fue fundado en respuesta a los numerosos sitios de la internet oscura que habían emergido en los últimos años que no vendían productos de calidad y eran fraudes.
El sitio dependía de Tor y Bitcoin de manera similar a otros mercados de la web oscura pero requería transacciones de firma múltiple. Existía especulación en la comunidad de seguridad informática de que el sitio era parte de un operativo por parte de los cuerpos policiales, debido a que los exploits del sitio eran aparentemente vendidos a un precio múltiples veces menor que su valor potencial en el mercado.